# Ostaszewo (Koejavië-Pommeren)
Ostaszewo is een dorp in de Poolse woiwodschap Koejavië-Pommeren. De plaats maakt deel uit van de gemeente Łysomice. Het dorpje ligt vlak bij de stad Toruń, de afstand daarnaartoe is ongeveer 9 kilometer.